# Ossinissa justoi
Ossinissa justoi là một loài nhện trong họ Pholcidae. Loài này có ở quần đảo Canaria và là loài điển hình của chi Ossinissa.